# هوستوون (ناحیه دوماژلیتسه)
هوستوون (به چکی: Hostouň) یک منطقهٔ مسکونی و شهرستان دارای شهرک سابقاً روستا در جمهوری چک است که در ناحیه دوماژلیتسه واقع شده‌است. هوستوون ۱٬۳۲۴ نفر جمعیت دارد.